# Cylapoides
Cylapoides is een geslacht van wantsen uit de familie van de Miridae (Blindwantsen). Het geslacht werd voor het eerst wetenschappelijk beschreven door Carvalho in 1952.

## Soorten
Het genus bevat de volgende soorten:

- Cylapoides bicolor Carvalho, 1952
- Cylapoides unicolor Carvalho, 1952